# Looney Tunes: Road Runner
Looney Tunes: Road Runner, connu au Japon sous le nom de Looney Tunes: Road Runner vs. Wile E. Coyote et en Amérique du Nord sous celui de Road Runner's Death Valley Rally, est un jeu vidéo apparu sur Super Nintendo en 1992, basé sur les personnages des Looney Tunes : Bip Bip et Coyote.

## Mécanique de jeu
Le jeu se déroule dans 11 niveaux allant du désert à l'espace. Vil Coyote est à la poursuite de l'oiseau Bip-Bip que le joueur contrôlera pendant tout le jeu. Le jeu révèle plus un côté plateforme que vitesse.